# Christian Werner (Geograph)
Christian Werner (* 31. Juli 1935 in Hamburg; † 10. März 2016 in Irvine (Kalifornien)) war ein Geograph und Hochschullehrer.

## Leben
Christian Werner studierte Geographie, Mathematik und Philosophie an der Freien Universität Berlin und promovierte dort 1966. Weitere Etappen seiner wissenschaftlichen Laufbahn führten ihn in die USA, zunächst ab 1963 an die Northwestern University, Illinois und 1968 an die University of California, Irvine, School of Social Sciences, wo er 1972 zum Full Professor ernannt wurde und bis zu seinem Ruhestand als Research Professor of Geography and Economics tätig war. Sein wissenschaftliches Spezialgebiet war die mathematische Geographie.

## Publikationen
- Christian Werner: Zur Geometrie von Verkehrsnetzen: die Beziehung zwischen räumlicher Netzgestaltung und Wirtschaftlichkeit (= Abhandlungen des 1. Geographischen Instituts der Freien Universität Berlin. Band 10). Reimer, Berlin 1966, OCLC 4972245, doi:10.23689/fidgeo-3641 (Dissertation).
- Christian Werner: Spatial Transportation Modeling, An Introduction. Sage Series in Scientific Geography, Sage Publications, Beverly Hills 1985.
- Christian Werner: Several Duality Theorems for Interlocking Ridge and Channel Networks. In: Water Resources Research. Band 27, 1991, S. 3237–3247.